# Tormenta tropical Kiko (2007)
La tormenta tropical Kiko fue la undécima tormenta en recibir dicho nombre y décimo quinto ciclón tropical formado en la temporada de huracanes del Pacífico de 2007. Kiko se mantuvo debilitado y con un lento desarrollo como sistema ciclónico posterior a su formación, además de un desplazamiento, en un principio, poco inusual con dirección hacia el noreste.

## Historia meteorológica

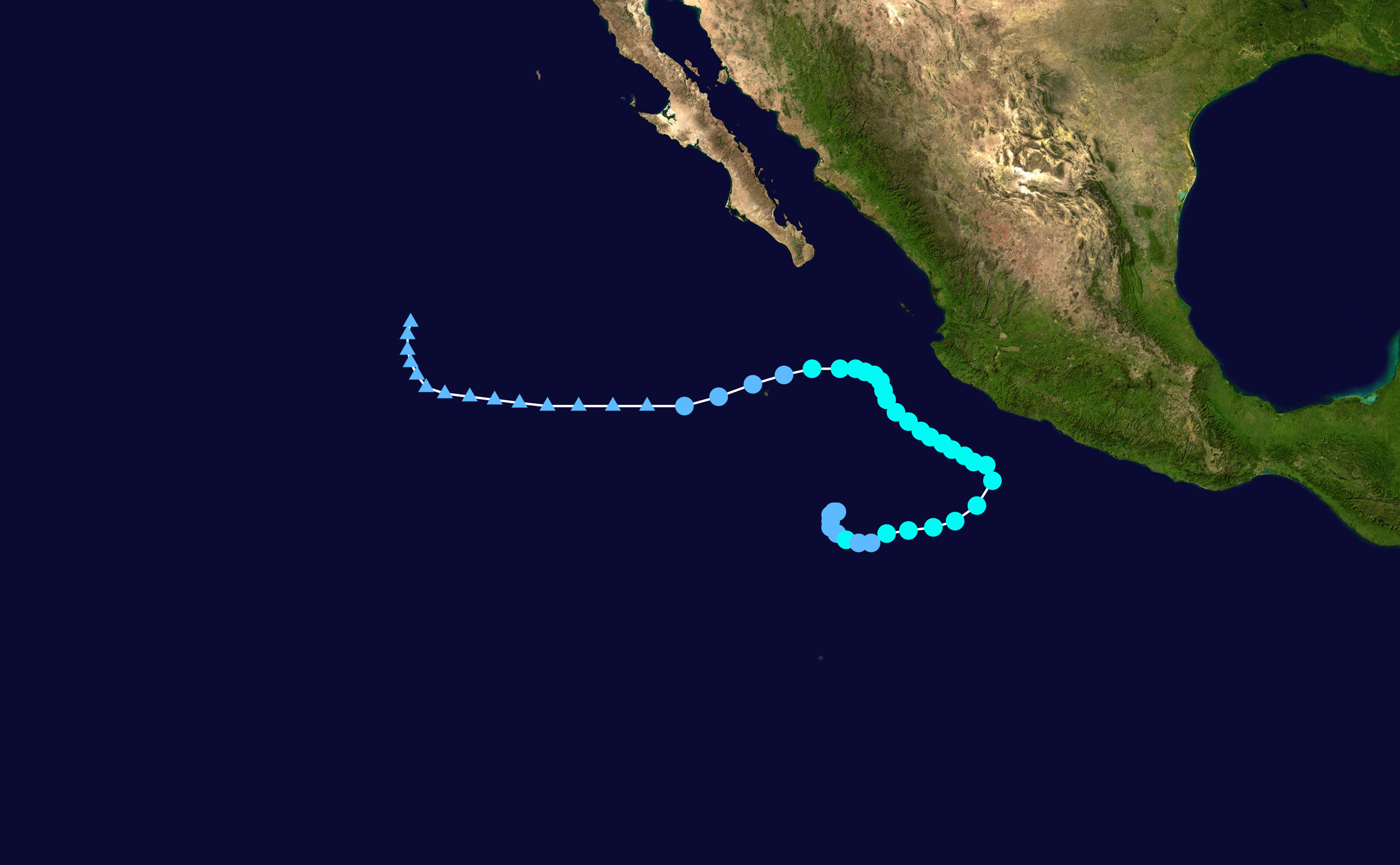
Trayectoria de la tormentra tropical Kiko.

A las 19:00 h Tiempo del Centro del (03:00 UTC Oct/15) del 14 de octubre se formó la Depresión tropical N° 15-E al suroeste del puerto mexicano de Manzanillo, Colima.
Para las 10:00 h Tiempo del Centro (15:00 UTC) del 16 de octubre, la depresión tropical 15-E se intensificó a Tormenta tropical adquiriendo el nombre de Kiko. Pero cuatro horas más tarde, a las 16:00 h Tiempo del Centro (21:00 UTC), Kiko se degradó a Depresión tropical. Nuevamente, a las 16:00 h (09:00 UTC) Tiempo del Centro del 17 de octubre, Kiko se reorganizó intensificándose a Tormenta tropical.
A las 22:00 h Tiempo del Centro (03:00 UTC Oct/19) del 18 de octubre se localizó a 255 km al sursudoeste de Tecomán, Colima y a 280 km al sur de Cihuatlán, Jalisco. Asimismo, mantenía vientos de 65 km/h con rachas de 85 km/h y giraba su desplazamiento hacia el noroeste a 5 km/h.
A las 10:00 h Tiempo del Centro (15:00 UTC) del 20 de octubre, Kiko se localizó a 250 km al oeste-suroeste de Cihuatlán, Jalisco y 260 km al oeste-suroeste del puerto de Manzanillo, Colima con un desplazamiento con dirección Noroeste a 7 km/h. Hasta este momento, el meteoro ya había intensificado sus vientos a 100 km/h con rachas de 120 km/h.
A las 22:00 h Tiempo del Centro (03:00 UTC oct/21) del 20 de octubre, Kiko alcanzó vientos sostenidos de 110 km/h con rachas de 140 km/h y con una presión mínima de 991 hPa, próximo a convertirse a huracán, pero en horas posteriores de la madrugada y transcurso del día 21, Kiko comenzó a descender su intensidad considerablemente ya que se alejaba poco a poco hacia aguas abiertas del océano Pacífico. Para las 16:00 h Tiempo del Centro (21:00 UTC) del 22 de octubre, Kiko se degradó a depresión tropical localizándose a 375 km al sur de Cabo San Lucas, Baja California Sur y a 140 km al Noreste de Isla Socorro, Colima. En el transcurso de este día, Kiko fue debilitándose consecuentemente alejándose de las costas mexicanas y para la tarde del 23 de octubre culminó con su disipación.

## Preparativos

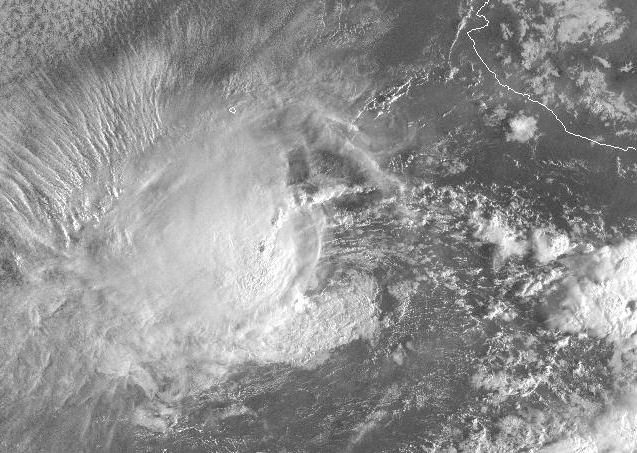
Kiko, como depresión tropical el 15 de octubre al suroeste de costas mexicanas.

### México
A las 11:00 h Tiempo del Centro (14:00 UTC) del 18 de octubre, se estableció la primera alerta preventiva por parte del Servicio Meteorológico Nacional, esta abarca desde el puerto de Zihuatanejo, Guerrero hasta La Fortuna, Jalisco.
Más tarde es mismo día, la Secretaría de Gobernación (SEGOB) emitió tres categorías de alerta para distintos puntos de la república dependiendo de la cercanía del sistema. Dichas alertas corresponden a la Amarilla en los estados de Michoacán y Colima, la Verde para los estados de Jalisco y Guerrero, por el momento la Azul para Baja California Sur, Isla Socorro y San Benedicto, Nayarit, e Islas Marías.

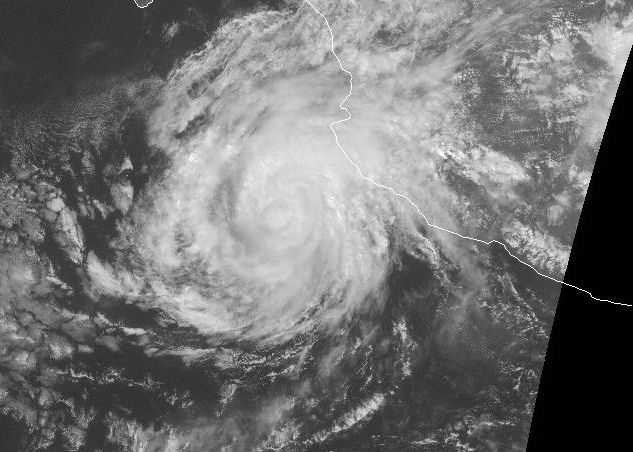
Kiko, como tormenta tropical el 20 de octubre al suroeste de costas mexicanas.

A las 8:00 h Tiempo del Centro del 19 de octubre, el Servicio Meteorológico Nacional restableció zona de alerta desde Punta San Telmo, Michoacán, hasta Cabo Corrientes, Jalisco.

#### Michoacán
El 18 de octubre, la Secretaría de Comunicaciones y Transportes mediante Capitanía de Puerto en Lázaro Cárdenas, ordenó cerrar a la navegación sólo a embarcaciones menores a partir de las 13:00 h dado a la cercanía del meteoro. Ese mismo día por la tarde y noche se habían registrado olas de entre tres y cuatro metros de altura, por lo que capitanía del puerto decidió cerrar a las 21:00 h Tiempo del Centro la navegación también a embarcaciones mayores, así como la suspensión de maniobras de carga y descargas de buques mayores en las diferentes terminales localizadas en dicho puerto. Esto dado que la cercanía del meteoro implicaba riesgo por las rachas de viento de 83 km/h que se dejaban sentir mar abierto.